# Emu (часопис)
Emu (Emu — Austral Ornithology, ISSN 0158-4197) — австралійський орнітологічний часопис для публікації результатів наукових досліджень у різних галузях науки про птахів.

## Історія
З 1901 року публікується Royal Australasian Ornithologists Union.
На початок 2010 року було опубліковано 110 томів. Індекс цитування (Імпакт-фактор) дорівнює 0.861.
Головний редактор Dr. Kate Buchanan, Університет Дикіна, Австралія.

## ISSN
- ISSN 0158-4197 (print)
- eISSN 1448-5540 (web)

## Ресурси Інтернету
- http://www.publish.csiro.au/nid/96.htm [Архівовано 21 серпня 2016 у Wayback Machine.]